# Pygidiopsis plana
Pygidiopsis plana är en plattmaskart. Pygidiopsis plana ingår i släktet Pygidiopsis och familjen Heterophyidae. Inga underarter finns listade i Catalogue of Life.